# Vidnetrusler
Vidnetrusler er blevet et stigende problem i dansk straffeproces. Derfor blev der med lovforslag L 282 af 29. april 1992 indsat en særlig bestemmelse om vidnetrusler i straffeloven. Strafferammen er senere blevet hævet til 8 års fængsel.
I den mildere ende af skalaen er det især vigtigt at bemærke, at trusler om simpel vold er ulovlige, hvis de fremsættes mod et vidne, hvorimod trusler om simpel vold i almindelighed ikke er ulovlige. Sådanne trusler er nemlig ikke omfattet af straffelovens § 266.
Straffeloven
§ 123. Den, som med trussel om vold forulemper, eller som med vold, ulovlig tvang efter § 260, trusler efter § 266 eller på anden måde begår en strafbar handling mod en person, dennes nærmeste eller andre med tilknytning til denne i anledning af personens forventede eller allerede afgivne forklaring til politiet eller i retten, straffes med bøde eller fængsel indtil 8 år.